# Иванцов, Пётр Анатольевич
Пётр Анато́льевич Иванцо́в (род. 3 мая 1953) — российский дипломат. Чрезвычайный и полномочный посол (2019).

## Биография
Окончил Московский государственный институт международных отношений МИД СССР (1975). На дипломатической работе с 1975 года. Владеет английским и испанским языками.
- В 1975—1979 годах — сотрудник Посольства СССР в Коста-Рике.
- В 1981—1986 годах — сотрудник Посольства СССР в Австралии.
- В 1991—1997 годах — сотрудник Посольства СССР, России в Великобритании.
- В 1998—1999 годах — заместитель директора Первого департамента стран СНГ МИД России.
- В 1999—2006 годах — политический директор Миссии ООН в Косово (Сербия).
- В 2006—2009 годах — руководитель политического отдела Аппарата спецпосланника Генерального секретаря ООН по вопросам будущего статуса Косово в Вене (Австрия).
- В 2009—2014 годах — заместитель директора Четвёртого европейского департамента МИД России.
- С 6 августа 2014 по 6 ноября 2020 года — чрезвычайный и полномочный посол России в Боснии и Герцеговине[1][2]. Верительные грамоты вручил 14 октября 2014 года[3].

## Дипломатический ранг
- Чрезвычайный и полномочный посланник 2 класса (17 сентября 1998)[4].
- Чрезвычайный и полномочный посланник 1 класса (21 июля 2015)[5].
- Чрезвычайный и полномочный посол (1 октября 2019)[6]

## Награды
- Медаль ордена «За заслуги перед Отечеством» II степени (1 мая 2012) — За заслуги в реализации внешнеполитического курса Российской Федерации, заслуги в развитии международных культурных связей, сохранении культурного наследия, научно-педагогической деятельности и подготовке высококвалифицированных кадров[7].
- Орден флага Республики Сербской (Республика Сербская, Босния и Герцеговина, 2019)[8]
- Орден Дружбы (20 июля 2020) — за большой вклад в реализацию внешнеполитического курса Российской Федерации и многолетнюю дипломатическую службу[9].

## Семья
Женат, имеет взрослого сына и двух взрослых дочерей.